# گلن لیون (پنسیلوانیا)
گلن لیون (به انگلیسی: Glen Lyon) یک منطقهٔ مسکونی در ایالات متحده آمریکا است که در شهرستان لوزرن، پنسیلوانیا واقع شده‌است. گلن لیون ۸٫۸ کیلومتر مربع مساحت و ۱٬۸۷۳ نفر جمعیت دارد.